# Tofiq Aghahuseynov
 (juillet 2023).
Tofig Aghahuseynov  (en azéri: Tofiq Yaqub oğlu Ağahüseynov ; né le 1er février 1923 à Nukha (Chaki) et mort le 12 mai 2021 à Bakou) est le premier et le seul Azerbaïdjanais à avoir reçu le grade de colonel général dans l'Armée Forces de l'URSS.

## Biographie
Tofig Yagub oghlu Aghahuseynov est né le 1er février 1923 à Chéki. En 1930, T. Agahuseynov s'installe à Bakou avec son père, sa mère et ses deux frères aînés à l'âge de sept ans. Il est diplômé de l'école secondaire de Bakou. En 1940 il entre à l'Institut industriel d'Azerbaïdjan. En septembre 1941, il entre à l'école d'artillerie antiaérienne de Bakou. Après un an et demi, Tofig Aghahuseynov reçoit le grade de lieutenant.
Il est désigné commandant de bataillon d'artillerie anti-aérienne à Arkhangelsk. En 1972, il reçoit le grade de lieutenant général. Le 6 mai 1980, il est promu au grade de colonel général et est nommé commandant de la défense aérienne du district militaire transcaucasien. En 1987, après des années de service, il est muté à la réserve.
Le 21 avril 1997, il est de nouveau appelé au service militaire dans l'armée nationale de la République d'Azerbaïdjan et nommé au poste nouvellement créé d'assistant du président de la République d'Azerbaïdjan pour les questions militaires. Il occupe ce poste jusqu'en 2002,.

## Décorations
- Ordre du drapeau azerbaïdjanais d'Azerbaïdjan
- Ordre de Chohrat
- Ordre de l'Union soviétique de la révolution d'octobre
- Ordre de l'Union soviétique de la guerre patriotique, 1re classe
- Union soviétique 3 ordres de l'étoile rouge
- Médaille de l'Union soviétique "Pour la libération de Varsovie"
- Médaille de l'Union soviétique "Pour la prise de Berlin"
- Ordre de l'Etoile Rouge (Tchécoslovaquie)